# Альпійські хвойні та мішані ліси
Альпійські хвойні та мішані ліси — екорегіон помірних широколистяних та мішаних лісів у Центральній Європі.
Простягається, від передгір'їв до вершин, вздовж Альп через Францію, Італію, Швейцарію, Німеччину, Ліхтенштейн, Австрію та Словенію.
Альпійські ліси знаходяться на переході між середземноморськими кліматичними регіонами Південної Європи та вологішим та помірним євросибірським регіоном Західної, Центральної та Північної Європи

## Флора
Висотне та центральне розташування екорегіону між європейськими кліматичними регіонами зумовлює високе різноманіття флори та фауни.
В екорегіоні налічують 4500 тубільних судинних видів рослин, серед них 400 ендемічних видів.

На нижніх схилах переважають діброви з:
Quercus robur, Quercus petraea, Quercus pubescens.
Широколистяні склерофільні вічнозелені дерева зустрічаються у південних долинах, прилеглих до середземноморських кліматичних регіонів.

Гірські ліси є сумішшю хвойних дерев:
Abies alba, Picea abies та Pinus mugo з домішкою широколистого Fagus sylvatica.
У континентальніших частина кліматичних частин ареалу Larix decidua, Pinus cembra та Pinus sylvestris замінюють Pinus mugo.

Субальпійські та альпійські рослинні спільноти трапляються над лісовою лінією та мають багато ендемічних видів.

## Фауна
В Альпах мешкає 80 видів ссавців: Ursus arctos, Capra ibex, Rupicapra rupicapra, Lynx lynx, Canis lupus, Sus scrofa, Cervus elaphus та Capreolus capreolus,
а також 200 видів птахів: Gypaetus barbatus, Tetrao urogallus та Lagopus muta.

## Заповідні території
- Національний парк Екрен,
- Національний парк Меркантур,
- Національний парк Вануаз
- Національний парк Гран-Парадізо
- Національний парк Доломіті Беллунезі[en].
- Національний парк Берхтесгаден
- Калькальпен
- Ґезойзе